# I Am Nemesis
I Am Nemesis – ósmy album studyjny niemieckiej grupy muzycznej Caliban, wydany 3 lutego 2012 nakładem Century Media Records.
Materiał na płytę powstawał przez sześć miesięcy, był nagrywany w Level 3 Entertainment studios w Essen (gitary, perkusja) i w Elm Street Studios (śpiew).
Celem promocji zostały nakręcone teledyski do utworów "Memorial", "We Are The Many", "This Oath"

## Lista utworów
1. "We Are The Many" – (4:01)
2. "'The Bogeyman" – (3:08)
3. "Memorial" – (4:19)
4. "No Tomorrow" – (3:26)
5. "Edge Of Black" – (4:58)
6. "Davy Jones" – (4:06)
7. "Deadly Dream" – (4:02)
8. "Open Letter" – (3:38)
9. "Dein R3.ich" – (3:30)
10. "'Broadcast To Damnation" – (3:32)
11. "This Oath" – (3:29)
12. "Modern Warfare" – (3:22)

Utwory na specjalnej edycji limitowanej (Deluxe Box Set Edition Bonus CD)
13. "Shout at the Devil" (cover Mötley Crüe)
14. "Sonne" (cover Rammstein)
15. "Feasting on the Blood of the Insane" (cover Six Feet Under)
16. "Die, Die My Darling" (cover Misfits)
17. "Blinded By Fear" (cover At the Gates)
18. "High Hopes" (cover Pink Floyd)
19. "Among the Living" (cover Anthrax)
20. "Edge Of Black" (remiks)

## Twórcy
Skład zespołu
- Andreas Dörner – śpiew, autorstwo tekstów wszystkich utworów z wyjątkiem "Edge Of Black" i "Davy Jones"
- Marc Görtz – gitara elektryczna, koprodukcja, kompozycje wszystkich utworów, tekst utworu "Davy Jones"
- Denis Schmidt – gitara elektryczna, śpiew melodyjny
- Marco Schaller – gitara basowa
- Patrick Grün – perkusja

Udział innych
- Marcus Bischoff (Heaven Shall Burn) oraz Mitch Lucker (Suicide Silence) – śpiew dodatkowy w utworze "We Are The Many"
- Benny Richter (The Mercury Arc) – produkcja, instrumenty klawiszowe oraz autor tekstu do utworu "Edge Of Black", śpiew dodatkowy w utworze "We Are The Many"
- Marcel Neumann – dodatkowe instrumenty klawiszowe w utworach "Dein R3.ich" i "The Bogeyman", koprodukcja ww. utworów i "Deadly Dream"
- Klaus Scheuermann – miksowanie i mastering
- Christoph Koterzina – śpiew melodyjny w utworze "Modern Warfare", śpiew w tle w utworach "Open Letter", "Broadcast To Damnation"
- As Blood Runs Black – grupowe okrzyki
- Mark K. Kraemer (Twenty-Dirt) – szata graficzna

## Treść
Płyta została określona jako album koncepcyjny i kontynuacja poprzedniej, Say Hello to Tragedy. W warstwie tekstowej album podejmuje kontrowersyjne i często pominięte sprawy świata. W opinii Marca Görtza muzyka z płyty stanowi niejako ścieżkę dźwiękową dla upadku ludzkości. Zespół tekstami chciał ukazać co nie jest w porządku i wymaga zmiany, np. rasizm, chciwość przedsiębiorstw, skorumpowani politycy. Utwór "Memorial" został poświęcony ojcu wokalisty, Andreasa Dörnera, który zmarł w 2011 na raka. Piosenkę "This Oath" wokalista zadedykował swojej żonie, poślubionej w 2011. Słowa utworu "Dein R3.ich" są - w odróżnieniu do reszty piosenek (wykonywanych całkowicie w języku angielskim) - napisane w połowie w języku niemieckim.